# Funival
De Funival is de kabelspoorweg ofwel funiculaire in La Daille in Val-d'Isère, onderdeel van het Franse ski-resort Espace Killy.

## De baan
De Funival bestaat uit twee treinen, met elkaar verbonden door een kabel, die loopt vanaf het dalstation in La Daille naar het bergstation op de top van de Belvarde.

### Traject
Het dalstation en het eerste stuk van de baan zijn bovengronds. Vervolgens verdwijnt het spoor in een tunnel en komt niet meer in de open lucht; het bergstation is deels ondergronds gebouwd. Het spoor is enkelvoudig met een klein stuk dubbel spoor halverwege het traject zodat de treinen elkaar kunnen passeren.

### Technische gegevens
Hoogte dalstation:      1797 m.

Hoogte bergstation:     2689 m.

hoogteverschil:          892 m.

traject lengte:         2300 m.

lengte viaduct:              580 m.

lengte tunnel               1720 m.

sterkste hellinghoek:      53%

Motorruimte:            in het bergstation

capaciteit per trein:    220 personen

capaciteit per uur:     2425 personen/uur.

snelheid:                 12 meter/seconde

Uitvinder Funiculaires:  Dennis Creissels

Architect:              Marc Albert

Producent:              Montaval

Aannemer civiel:        BOTTO
Technische installatie:  Waagner-Birò et Montaval
Bouwkosten 1987          60 MFranse Frank waarvan 38MFF voor bouwkundige werkzaamheden en 22MFF voor de technische installatie.
Bouwjaar:               1987

## Gebruik
Vanaf de directe omgeving van het dalstation vertrekken enkele skiliften. Naast deze Funival is er een kabelbaan en een stoeltjeslift, maar die eindigen op een ander eindpunt. Om vanaf La Daille skiënd naar Val-d'Isère te komen zonder extra overstaps is deze kabelspoorbaan de enige logische keuze.
Overigens is het ook mogelijk om vanaf het dalstation een (gratis) pendelbus te nemen naar het centrum van Val-d'Isère.

## Werking
Vanaf het dalstation tot het bergstation loopt een smalspoor van 1200 mm met halverwege (binnenin de berg) een dubbelsporig traject waar de klimmende trein de dalende kan passeren. Omdat de treinen via een kabel vast aan elkaar verbonden zijn passeren de treinen elkaar altijd op hetzelfde punt, waardoor het dubbeltraject kort kan zijn.
Vanwege de aandrijfkabel is het amper mogelijk om bochten op te nemen in het traject. Deze loopt dan ook bijna recht. Dit stelt hoge eisen aan het viaduct in de buitenlucht en natuurlijk ook aan het traject van de (geboorde) tunnel door de berg.
De treinstellen hebben zelf geen aandrijving. De wagons komen in beweging doordat de transportkabel de trein omhoog- cq. naar beneden trekt. Als beide treinen leeg zijn is er slechts weinig vermogen nodig om de ene trein omhoog te trekken, daarbij geholpen door de zwaartekracht die de dalende trein naar beneden trekt.

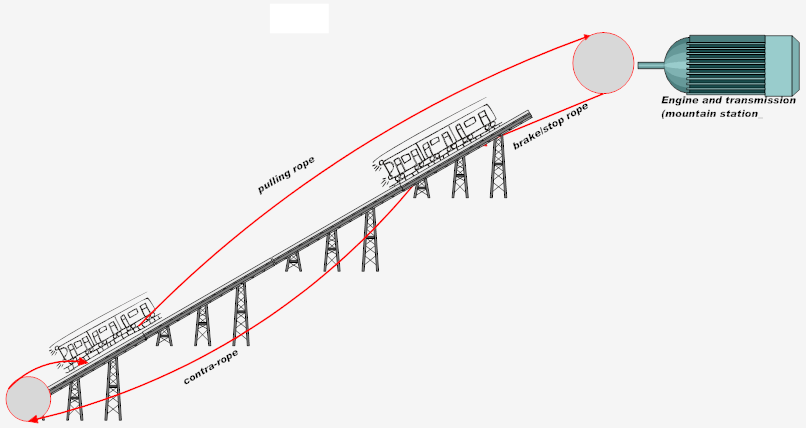
Schematische werking Funival

Meestal zal de stijgende trein meer passagiers en/of vracht dragen dan de dalende trein. Dit geldt nog sterker in het winterseizoen als de skiërs naar boven willen om vervolgens per ski of snowboard af te dalen.
Om de kracht te leveren om dit verschil in gewicht teniet te doen is er een sterke elektromotor geïnstalleerd. Deze is gebouwd in het gebouw van het bergstation. Via een stelsel van tandwielen, vliegwielen en aandrijfwielen wordt de transportkabel tussen de twee treinen de gewenste richting op gedwongen.
De motoren hebben een vermogen van: 
In 1987 werd deze Funival gebouwd  waarbij de bouwkosten ongeveer 21,5 M Franse Frank bedroegen. Dit komt neer op 9,77 M FF per kilometer, aanmerkelijk goedkoper dan de 16 M FF per km, die de aanleg van de 2,5 km funiculaire in Tignes kostte.